# Eduar Zea
Eduar Stihivinson Zea Chávez (Quibdó, Colombia, 19 de enero de 1990) es un futbolista colombiano. Juega como defensa. Actualmente milita en el PS Kemi de la Primera División de Finlandia.
Su hermano Yilmar Zea también es futbolista y juega actualmente en Costa Rica.

## Clubes
| Club                  | País                | Año                 | Partidos | Goles |
| --------------------- | ------------------- | ------------------- | -------- | ----- |
| Deportes Quindío      | Colombia            | 2007 - 2009         | 26       | 1     |
| América de Cali       | Colombia            | 2009                | 6        | 1     |
| Deportes Quindío      | Colombia            | 2010                | 6        | 0     |
| La Equidad            | Colombia            | 2011                | 20       | 1     |
| Deportes Quindío      | Colombia            | 2012 - 2014         | 20       | 1     |
| San Antonio Scorpions | Estados Unidos      | 2015                | 0        | 0     |
| Arizona United        | Estados Unidos      | 2015 - 2016         | 12       | 0     |
| Unión Magdalena       | Colombia            | 2016                | 7        | 0     |
| PS Kemi               | Finlandia           | 2017 - presente     | 15       | 1     |
| Total en la carrera   | Total en la carrera | Total en la carrera | 112      | 5     |